# Friday Night Lights (película)
Friday Night Lights es una película del año 2004 que cuenta la historia de un equipo de fútbol americano y la ciudad de Odessa en Texas que está obsesionada con el equipo. El libro en que está basada, Friday Night Lights: A Town, a Team and a Dream, fue escrito por H. G. Bissinger y narra la historia del equipo de fútbol americano de Permian High School del año 1988 mientras buscan el campeonato estatal. También existe una serie de televisión inspirada en la película la cual es también llamada Friday Night Lights que fue estrenada el 3 de octubre de 2007.

## Argumento
Basada en una historia real la película se desarrolla en Odessa, Texas, centrándose en el equipo de fútbol americano los Permia Panthers. En el equipo la mayoría eran chicos cuyas notas no eran lo suficiente buenas para obtener una beca, y por eso lo único que tenían era el fútbol americano. 
Desde su primera temporada en 1959, los Panthers se convirtieron en el equipo de fútbol escolar con mejores resultados de Texas así como de todo el país.

Ahora, en los últimos días del verano de 1988, los Permian High School Panthers comienzan la temporada con un solo objetivo en mente: ganar su quinto campeonato estatal en sus treinta años de historia.
El trabajo del entrenador Gary Gaines es puesto en duda constantemente. Después de una derrota, él regresa a su casa y ve un cartel en su jardín que dice "en venta". También están los conflictos de los jugadores dentro y fuera del equipo. El entrenador le exige demasiado a su corredor estrella, James "Boobie" Miles, el cual se lesiona seriamente (Miles se rompió el ACL, se pierde la temporada y cojea el resto de su vida). Cuando esto sucede, los programas de radio se inundan de llamadas pidiendo la renuncia del entrenador. El quarterback Mike Winchell no logra jugar con consistencia y no puede tomar decisiones por él mismo. El fullback Don Billingsley tiene una relación tormentosa con su padre, el cual ganó el Campeonato Estatal con Permian, quien le exige un gran nivel de juego. El corredor del tercer equipo Chris Comer, quien toma el puesto de Miles después de la lesión, intenta deshacerse del miedo a ser golpeado y lesionado, especialmente cuando el jugador que ocupaba la posición de corredor es lesionado para toda la temporada. Chávez es molestado por sus compañeros debido a su falta de instintos en el campo de juego, aunque por mucho es el jugador más listo en el equipo y el que tiene el mejor futuro después del fútbol americano de preparatorias.

## Reparto
| Actor              | Personaje                |
| ------------------ | ------------------------ |
| Billy Bob Thornton | Entrenador Gary Gaines   |
| Garrett Hedlund    | Don Billingsley          |
| Derek Luke         | James (Boobie) Miles     |
| Jay Hernández      | Brian Chávez             |
| Lucas Black        | Mike Winchell            |
| Tim McGraw         | Charles Billingsley      |
| Lee Jackson        | Ivory Christian          |
| Lee Thompson Young | Chris Comer              |
| Julius Tennon      | Entrenador Freddie James |
| Amber Heard        | María                    |